# Aéroport de Faradje
L'Aéroport de Faradje (ICAO : FZJK) est un aéroport servant la localité de Faradje,, chef-lieu de territoire de la province du Haut-Uele en République démocratique du Congo.

## Situation en RDC
| Bandundu Basango Mboliasa Bunia Gbadolite Gemena Goma Ilebo Kalemie Kananga Kikwit Kindu Kinshasa-Ndjili Kinshasa-N'Dolo Kisangani Kolwezi Lodja Lubumbashi Matari Matadi Mbandaka Mbuji Mayi Nioki Tshikapa Tshumbe |